# 雉县
雉县，古县名，西汉置。属南阳郡，雉县延续五百余年，至南朝刘宋时始废。
得名有两种说法，其一：因境内有“雉衡山”多雉鸟而名；其二：相传秦文公时，童子化雉止此，后因置雉县。汉代因之，属南阳郡。晋朝属南阳国。大和二年，荆州刺史桓豁攻宛，追擒燕将赵盘于雉县。后魏复置北雉县，属北淯郡。西魏因置雉阳郡。隋初，郡县全部废除。